# Кантерано
Кантерано (итал. Canterano) је насеље у Италији у округу Рим, региону Лацио.
Према процени из 2011. у насељу је живело 295 становника. Насеље се налази на надморској висини од 576 м.

## Становништво
| 1936. | 1951. | 1961. | 1971. | 1981. | 1991. | 2001. | 2011. |
| ----- | ----- | ----- | ----- | ----- | ----- | ----- | ----- |
| 789   | 768   | 590   | 424   | 357   | 401   | 372   | 359   |